# La Reforma (Madrid)
La Reforma fue un periódico editado en la ciudad española de Madrid entre 1865 y 1869, a caballo entre las postrimerías del reinado de Isabel II y el comienzo del Sexenio Democrático.

## Historia
Editado en Madrid, se imprimió primero en la imprenta de la Tutelar y en sus últimos números en la de J. Fernández. Contaba con cuatro páginas de 0,559 x 0,400 m y tenía circulación diaria.
Su primer número apareció el 1 de octubre de 1865. Fueron directores del periódico, de ideología progresista, Joaquín María Ruiz, Manuel Fernández Martín y, en octubre de 1868, Miguel Morayta. La publicación, que viró al republicanismo hacia mayo de 1869, cesó sus ediciones el 25 de noviembre de ese mismo año.
Entre sus redactores se encontraron nombres como los de Francisco J. de Bona, Mariano Calavia, José Calderón y Llanes, Nicolás Díaz y Pérez, Clemente Fernández Elías, Fernando Fragoso, Vicente Fuenmayor, Eduardo García Díaz, Miguel Jorro, Nicolás Rico y Urosa o Ángel Vallejo Miranda.